# 人道的介入
人道的介入（じんどうてきかいにゅう、英語: humanitarian intervention）とは、深刻な人権侵害などが起こっている国に対し、人道主義の理由から他の国家や国際機構などが主体となり、軍事力をもって介入すること。人道的干渉（じんどうてきかんしょう）とも呼ばれる。

## 概説
英国の法・政治学者アダム・ロバーツによれば、「単一又は複数の国家が、被介入国の住民の大規模な被災と死を回避する目的で、被介入国の同意なしに武力を使用して実施する強制的活動」とされる。ただし、このような定義が一般に定着しているとは限らず、考察の都合から論者によって定義が異なる場合がある。
人道的介入は、武力を用いた強制手段である側面と、国際人権法の制度的保障である側面とを併せ持つため、合法性や妥当性について議論がある。特に現代国際法上、国際連合の目的と原則を定める国連憲章第1章において、人道的性質の国際問題を解決するための国際協力が目的として（1条3項）、加盟国の武力による威嚇および武力行使の禁止が原則として（2条4項）それぞれ定められていることが、人道的介入の法的性格について議論が分かれる要因となっている。合法説と違法説の折衷説として、「国連安全保障理事会の決議によって、特定の国家等が合法的に人道的介入を行える」とする説も存在する。
なお、本稿で取り扱う「人道的介入」の語は"Humanitarian Intervention"の訳語として広く一般に認知されているが、国際法学では「介入」ではなく「干渉」の語がより一般的であるとする見解もある。これは、国際法上"intervention"が"dictatora interference"（強制的介入）と定義されるのが一般的であり、"intervention"を「干渉」、"interference"を「介入」と訳する用語法が日本の国際法学上確立しているからである。

## 起源
人道的介入という発想は、ビアフラ戦争（1967年-1970年）を契機として生まれてきた。この紛争は巨大な被害をもたらした飢饉を引き起こし、そのことは西側メディアによって広く報道されたにもかかわらず、諸政府の首脳たちは中立と不干渉の名においてこの事実を完全に黙過した。
この状況は国境なき医師団のようなNGOの創設を促し、そうして彼らは特定の公衆衛生状況は国家の主権に疑問を投げかけるような非常手段を正当化する、という考えを擁護した。この概念は、1980年代の終わりにとりわけ国際公法教授マリオ・ベッターティと政治家ベルナール・クシュネルにより、干渉の権利・義務として理論的に展開された。

## 最近の論争
この人道的介入に関する話題として、2005年9月の国連首脳会合成果文書において、「保護する責任」が認められた。これは、自国民保護はすべての国家が責任を負うものであるが、この責任を果たせない国家については、国際社会がその国家の保護を受けることができない人に対して、保護する責任を負うという考え方である。人道的介入の考え方には多くの国が抵抗を示していたが、議論の結果、国連においては「保護する責任」として認められた。
これと同時期、カナダを中心とする委員会が発表した報告書においては、紛争が軍事的介入なしに解決できない状況にもかかわらず、安保理が常任理事国による拒否権の行使などによって動かないような状況においては、特定の国が軍事的介入を行うこともあり得るとしている。この点に関し、国連首脳会合成果文書においては、保護する責任の考えを認めつつも、軍事的介入は安保理の承認によって行使されることが確認されている。
1999年に行われたユーゴスラビア連邦共和国（現在のセルビアおよびモンテネグロ）のコソボ・メトヒヤ自治州（現在のコソボ）への北大西洋条約機構 (NATO) による空爆は、セルビア人武装勢力によるアルバニア系住民の虐殺を止めるという名目で行われたが、国連安保理の事前の決議なしに行われた。しかし、事後的に安保理決議1244によって空爆後の「結果」が事後承認される形となった。その軍事的介入の合法性、違法性について、あるいはこれが人道的介入の慣習法化の初端であるとか、様々な議論が学者の間で行われている。コソボ独立委員会は、空爆は違法ではあったが「正当」であったという結論を出した。この事件をきっかけに、国際法学者の間で、「違法」であるが「正当」であるということとはどういった事態を指すのか、またその法的帰結は何か、という議論が起こっている。